# توری‌ئی

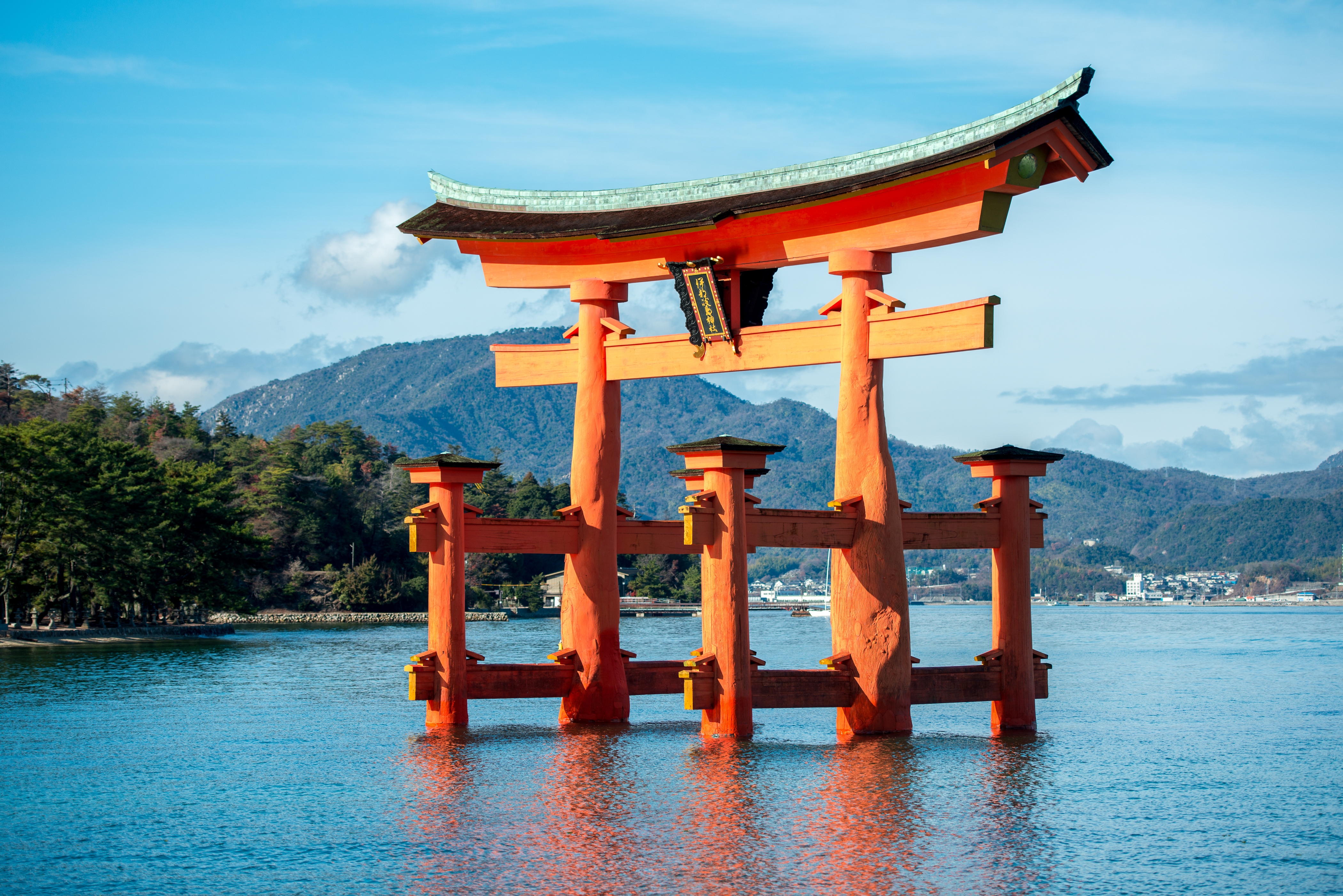
توری‌ئی

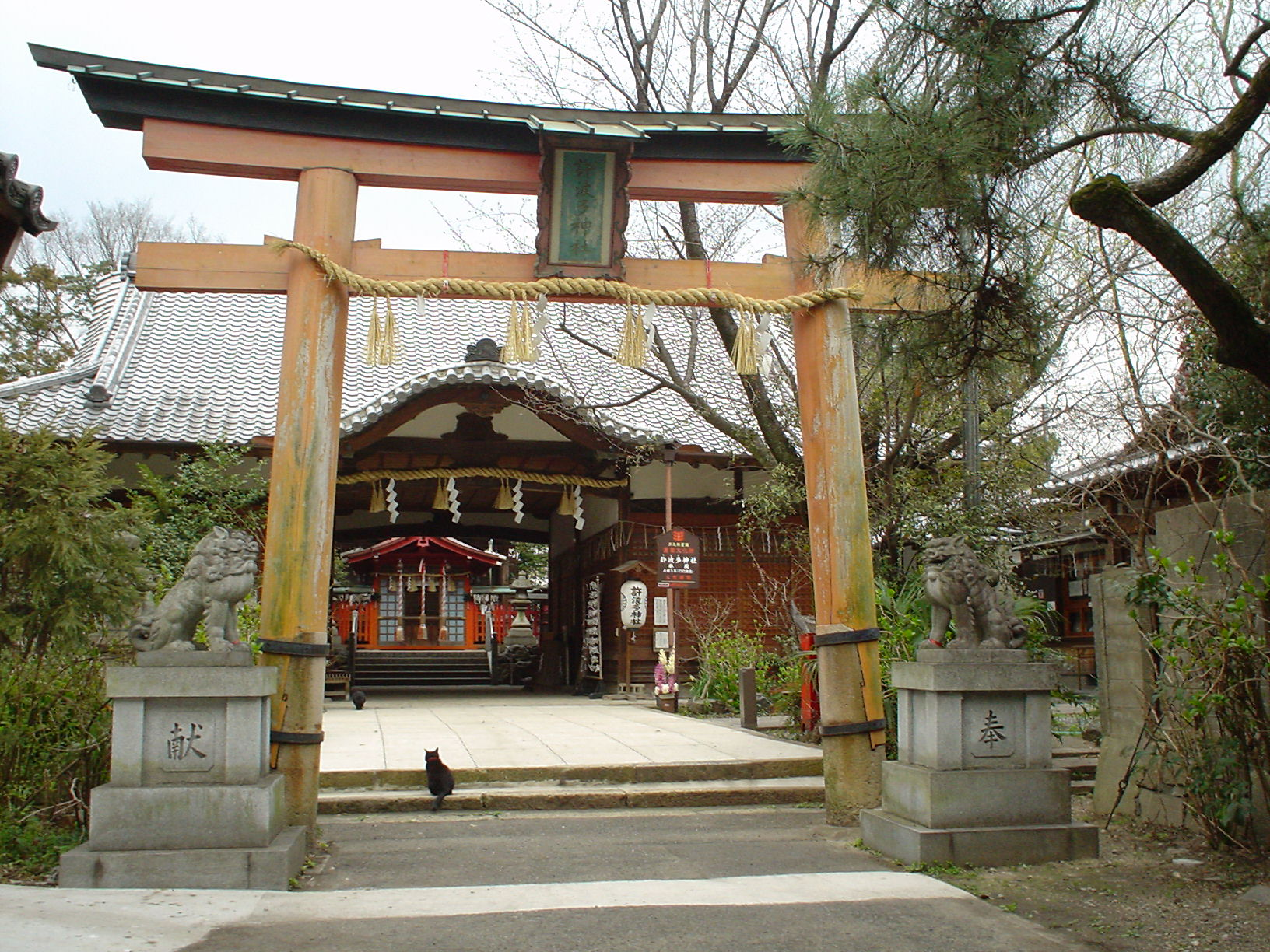
توری‌ئی

توری‌ئی (ژاپنی: کانجی 鳥居 هیراگانا とりい کاتاکانا トリイ) دروازهٔ سنتی ژاپنی است که معمولاً در ورودی پرستش‌گاه‌های شینتو (و همچنین برخی از پرستشگاه‌های بودائی) دیده می‌شود. توری‌ئی از دو ستون پایه و دو تیرک افقی در قسمت بالایش تشکیل می‌شود و بیشتر آن را به رنگ قرمز شنگرف رنگ آمیزی می کنند. در برخی توری‌ئی‌ها کتیبه‌ای میان دو تیرک منصوب است. توری‌ئی سنتی از چوب و سنگ ساخته می‌شد. اخیراً فولاد و فولاد ضد زنگ در ساختن توری‌ئی به کار می‌رود. توری‌ئی برزخ میان معبد مقدس و جهان مدنس است.
معبدهای ایناری (ایزدبانوی باروری، برنج، کشاورزی، روباه، صنعت، و کامیابی) به طور نمونه توری‌ئی‌های بسیاری دارد. معمولاً کسی که در تجارت کامیاب می‌گردد، یک توری‌ئی را به معبد ایناری هدیه می‌کند.

## نام
اساس کلمهٔ «توری‌ئی» معلوم نیست . یک نظریه ادعا می‌کند که توری‌ئی‌ها محلی برای استراحت پرندگان است. این نظریه بر اساس تحلیل کانجی توری‌ئی است : 鳥 = پرنده ، 居 = جایگاه. تفسیر آن این است که در شینتو پرندگان پیامبران خدایان به شمار می‌آیند. نظریهٔ دیگر می‌گوید که اصل کلمه tori-iru است (通り入る: گذر کردن و داخل شدن).

## افسانه

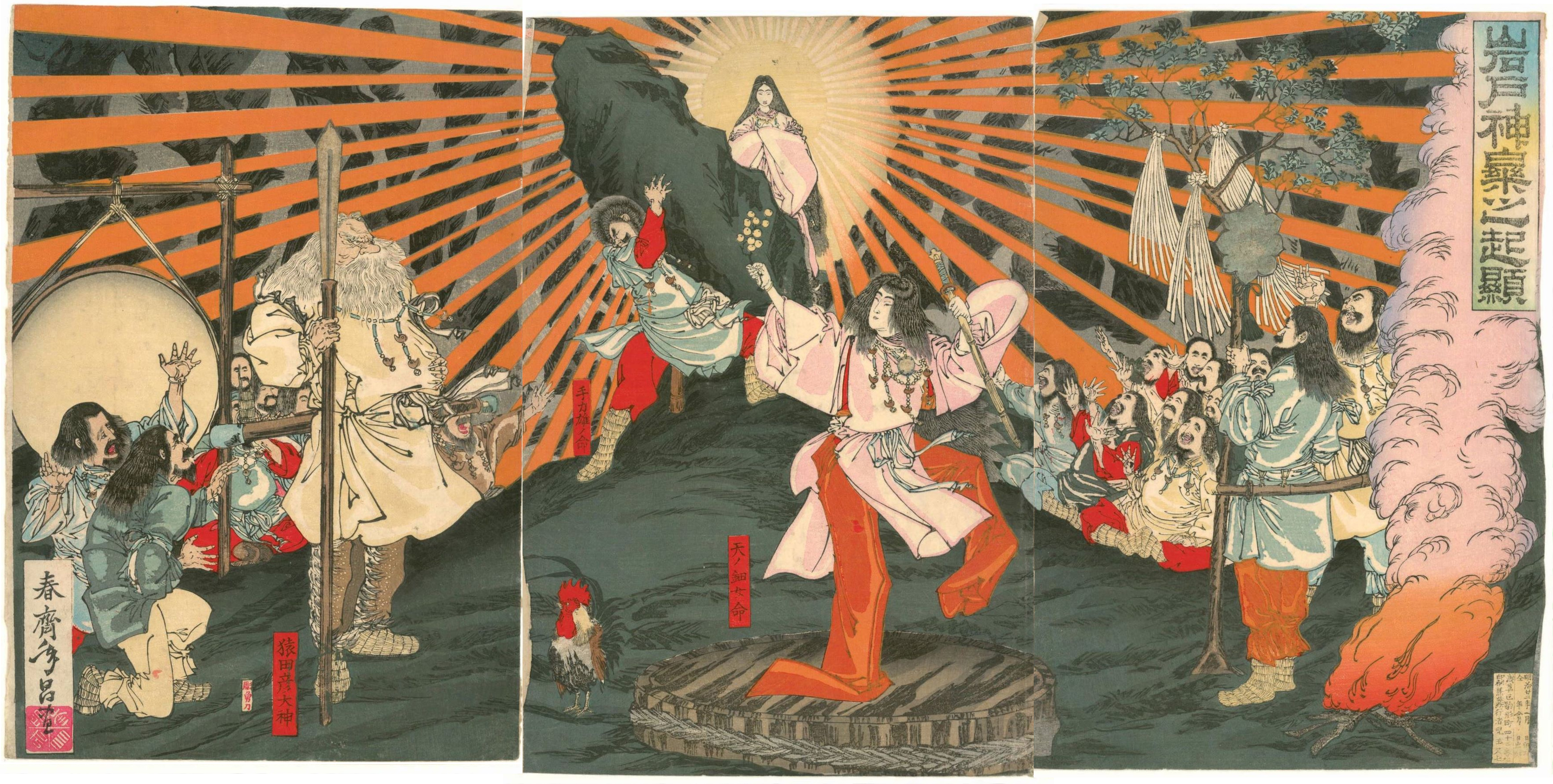
خروج ایزدبانوی خورشید و نورانی شدن دوبارهٔ جهان

معلوم نیست که آیا توری‌ئی از اصل ژاپنی است یا اینکه از جایی دیگر مانند کره وارد فرهنگ ژاپنی شده‌است. هر آینه، در افسانه‌های کهن، آماتراسو ایزدبانوی خورشید از برادر شوخ طبعش بسیار رنجور گشت، پس خود را در غاری پنهان کرد و مدخل آن را با سنگ بست و بدینسان سبب کسوف خورشید شد. مردم ترسیدند که اگر خورشید دیگر هیچوقت ظاهر نشود، همه خواهند مرد. مردم پند پیرمرد خردمندی را شنیدند و لانهٔ چوبی بزرگی ساختند و همه جوجه خروس‌های شهر رادر آن گذاشتند. جوجه‌ها شروع به سر و صدا کردند و سبب کنجکاوی ایزدبانو آماتراسو شدند. هنگامی که آماتراسو از غار سرک می‌کشد تا ببیند چه خبر است، کشتی‌گیر سومو عظیم‌الجثه‌ای به سرعت دویده و سنگ بند کنندهٔ غار را به کناری هل می‌دهد. به این ترتیب آفتاب دوباره جهان را روشن می‌کند. آن لانه اولین دروازهٔ توری‌ئی بود. از آن هنگام توری‌ئی نشان کامیابی و خوشبختی شد و در همهٔ ژاپن منتشر شد.

## مقصود از توری‌ئی در معابد شینتو
توری‌ئی نشان ورودی به جایگاه مقدس در ژاپن است. برای رد شدن از یک توری‌ئی، باید دست و دهان را با آب شست، و این برای تمیز و پاک شدن پیش از ورود به پیشگاه خدایان و آغاز نماز و راز و نیاز است. آدمهای آلوده و ناپاک اجازهٔ ورود به معابد شینتو را ندارند تا حیاط معبد را نیالایند. برای مثال، زنان در حال قاعدگی یا هر کسی که در آن سال فردی از اعضای خانواده‌اش را از دست داده باشد، از مصداق‌های این آلودگی به شمار می‌روند. وقتی یک ژاپنی فردی از خانواده‌اش را از دست می‌دهد، به مدت یک سال به جای رفتن به معبدهای شینتویی، آداب عبادی خود را در معبدهای بودائی بجا می‌آورد.

## نگارخانه
